# Asmate analogaria
Asmate analogaria là một loài bướm đêm trong họ Geometridae.